# Золотая медаль Нации
Золотая медаль Нации (лаос. ຫລຽນຄຳແຫ່ງຊາດ) — высшая награда Лаосской Народно-Демократической Республики. Была учреждена в 1981 году первым президентом Лаоса Суфанувонгом. Вручается президенту страны и лидерам иностранных государств.
Впервые этой чести был удостоен возглавлявший в то время Коммунистическую партию Вьетнама Ле Зуан во время своего официального государственного визита. В 1989 году медаль получил сам Суфанувонг по случаю его 80-летия. Другими известными награждёнными являются Ким Ир Сен, Хун Сен, Фидель Кастро, Леонид Брежнев, Нгуен Фу Чонг и принцесса Таиланда Маха Чакри Сириндхорн.

## Описание награды
Медаль круглая, золотая, шириной 37 мм, с подвеской на красной ленте шириной 22 мм. На аверсе изображена остроконечная золотая звезда, венчающая золотой диск с зубчатым колесом, окружённым колосьями риса, снизу название награды — «ຫລຽນຄຳແຫ່ງຊາດ» (lian kam haeng-saaht).